# Julie Sassoust
Julie Sassoust, née le 22 août 1995 à Bordeaux, est une actrice française.

## Biographie
Sassoust a un BTS. Elle fait le Cours Florent en 2014.

## Filmographie
Sauf indication contraire, les informations mentionnées dans cette section peuvent être confirmées par la base de données cinématographiques IMDb,  présente dans la section « Liens externes ».

### Télévision
Séries télévisées
- 2018 : Plus belle la vie : Olga
- 2020 : Demain nous appartient : Anaïs Grimbert
- Depuis 2020 : Ici tout commence : Anaïs Grimbert
- 2023 : Vise le cœur : Emma Elion (3 épisodes)
- 2024 : Meurtres à Arles : Dolorès Pujol
- 2026 : Le Diplôme de Philippe Lefebvre et Vianney Lebasque : Jen